# Potonuće broda MV Sewol
Potonuće broda MV Sewol (Korejski:세월호) se dogodilo u jutro 16. aprila 2014, dok je trajekt plovio na ruti od Inčona do Đeđua u Južnoj Koreji. Trajekt težak 6,852 tone je poslao poziv upomoć 2.7 kilometara severno od Bjeongpung ostrva, u 8:58 KST (23:58 UTC, 15. april 2014. Od 476 ljudi na brodu, uključujući putnike i posadu, 304 je izgubilo život u nesreći, uključujući 250 učenika Danvon srednje škole.. Od približno 172 preživelih, više od pola je bilo spašeno uz pomoć ribarskih brodova i drugih komercijalnih plovila koja su stigla na mesto nesreće 40 minuta pre Korejske obalske straže.
Nesreća je izazvala veliku reakciju u krugovima društva i politike. Mnogi su kritikovali postupke kapetana trajekta i većine posade. Takođe su kritikovani operator trajekta, , supervizori te kompanije , i administracija predsednice Park Gun-hje zbog reakcije na nesreću (uključujući spor odgovor obalske straže), kao i zbog pokušaja da se umanji krivica vlade.

## Pre nesreće
Kada je Chonghaejin Marine kupio brod 8. oktobra 2012, MV Sewol bio je već 18 godina u upotrebi i nalazio se u trošnom stanju. Prvobitno je nazvan Ferry Naminoue, i korišćen od 1994 do 2012 kao putničko-teretni brod za japansku kompaniju A-Line Ferry. Prema A-Line Ferry-ju, brod nije imao nikakvih tehničkih problema tokom rada u Japanu.
Nakon što je otkupljen, brod je modifikovan između 12. oktobra 2012. i 12. februara 2013. Chonghaejin ga je registrovao 22. oktobra 2012. Posle nesreće utvrđeno je da su modifikacije bile nezakonite.
Nakon redizajna, brod je imao dodatni prostor za putnike i povećani teretni prostor. To je značilo da je MV Sewol imao mesta za još 116 ljudi (956 ukupno sa posadom), i mogao je da primi 239 tona tereta više (6,825 tona ukupno, sa težinom broda). Zbog tih promena težište broda je pomereno unapred za pola metra. 12. februara 2013. dobio je sertifikat za plovidbu, s tim što je najveći dozvoljen teret smanjen sa 1,450 na 987 tona. Međutim, ovi limiti nisu bili poznati Korea Shipping Association, koja se bavi nadzorom brodova, ni Korejskoj obalskoj straži, koja nadzire rad Korea Shipping Association. Istragom je utvrđeno da je brod dobio sertifikat za plovidbu na osnovu falsifikovanih papira.
MV Sewol je počeo sa radom 15. marta 2013. Kretao se tri puta nedeljno na ruti Inčon-Đeđu, čija je udaljenost u jednom smeru iznosila 425 kilometara, što je značilo 13.5 sati plovidbe.

## 16. april 2014.
U 7:30 ujutru (KST), Park-Han-kjul i kormilar  Đun-ki  zamenjuju tim iz prethodne smene. U 8:20, dok je brod bio u blizini Mengol kanala, Park naređuje kormilaru da isključi autopilota i započne manuelno upravljanje. U 8:27 brod stiže u kanal, koji je poznat po snažnim podvodnim strujama. Na dan nesreće vremenski uslovi su bili povoljni i vidljivost je bila dobra.
U 8:46 brod pravi zaokret na desno za pet stepeni. Park han kyul tvrdi da je u 8:48 naredila još jedno skretanje za pet stepeni na desno. Pošto shvatila da je brod krenuo da se naginje u istu stranu za 45 stepeni, naredila je skretanje ulevo, ali kormilo nije reagovalo. Na kraju je brod završio 15 stepeni ulevo od planiranog kursa, kao posledica niza neuspešnih pokušaja da se brod stabilizuje. Rezultat je bio naginjanje na levu stranu za 20 stepeni. Naglo naginjanje u jednu pa u drugu stranu dogodilo se u intervalu od 20 sekundi, ali to je bilo dovoljno da se teret, koji nije bio pravilno pričvšćen, pomeri tako da je brod bio bez mogućnosti da povrati ravnotežu. U 8:50, Sewol je nagnut 30 stepeni ulevo i voda počinje da ulazi u teretni prostor. Kapetan Li stiže sa ostatkom posade do komandnog mosta, gde Park naređuje evakuaciju inženjera u odeljku za motor. Motor je isključen, i struje nose brod na desno.
U 8:52, dok je brod tonuo, interkom sistem je upozorio putnike da ostanu na svojim mestima, jer bi kretanje moglo biti opasno. Jedan od putnika bio je prvi koji je uputio poziv upomoć, i u 8:58 patrolni brod se uputio na mesto nesreće. Posada je poslala poziv upomoć tek u 8:55. U 9:25 putnici dobijaju naređenje da obuku prsluke za spašavanje. U 9:30 započeta je evakuacija, mada obaveštenje o njoj nije stiglo do svih putnika. Sewolu je bilo potrebno ukupno 2.5 sati da potone.
Kapetan i posada bili su među prvima koji su evakuisani. Deo putnika primio je obaveštenje za evakuaciju, pa su bili spašeni. Drugi deo pratio je naređenja da ne napuštaju kabine čak i kada je voda krenula da ulazi.

## Posledice
Dana 15. maja 2014. kapetan i tri člana posade osuđeni su za ubistvo, a preostali članovi posade za napuštanje broda. Nalog za hapšenje je izdat za vlasnika Choanghejn marine, ali on nije pronađen. 22. jula 2014. policija je prijavila da je telo muškarca, pronađeno 400 km od Seoula pripadalo vlasniku marine.
Istragom je utvrđeno da je uzrok nesreće naglo skretanje, kao i loše pričvršćen teret. Takođe, u trenutku nesreće, brod je bio tri puta više opterećen od dozvoljene vrednosti.